# 遠野愛
遠野 愛（とおの あい、1997年4月7日 - ）は、福岡放送（FBS）のアナウンサー。東京都世田谷区出身。

## 来歴・人物
青山学院中等部・高等部を経て、青山学院大学文学部英米文学科卒業。在学中は体育会ゴルフ部とESS（英語部）に所属。フレッシュキャンパスコンテスト2016グランプリ受賞後、めざましテレビのリポーター・文化放送のラジオパーソナリティとして活動。ミス青山2017ファイナリスト。大学在学中は主婦の友社Rayで専属読者モデルを務め、カーコンビニ倶楽部イメージ・キャラクターとしてTV-CM等に出演した。2020年4月、福岡放送に入社。同期入社は中谷萌。大の猫好きであり、みるくと名付けた猫を飼っている。元々実家で飼っていたが、福岡に引っ越した際一緒に引き連れて来た。
在福民放他局の同期アナウンサーであるRKB毎日放送の本田奈也花とKBC九州朝日放送の松下由依は大学在学中同じアナウンススクールに在籍しその頃から交流があり仲良しであり、（遠野と本田は同じ青山学院大学出身かつBSフジ学生キャスター経験者(1期違い)でもあった）当時からよく3人で行動していたという。それぞれ福岡の放送局に就職した現在も互いのSNSをフォローし、出演番組をチェックするなど交流が続いている。

## 出演番組
- めんたいワイド（2020年9月30日 - ）- フィールドキャスター・イチめん担当を経て2023年4月からはメインのニュースキャスターとして番組に毎日出演している
- 遠野愛のBuzzDrive（2021年10月〜2023年3月まで）
- 定時ニュース
- バリはやっ!ZIP!（小林茉里奈休演時の代理MCとして時折出演）
- 24時間テレビ（福岡、佐賀地区のローカルパートにて。入社した2020年は先輩アナウンサーの松井礼明と共にメインパーソナリティを､2021年からは中継リポーターを担当）
- ヒルナンデス!（日本テレビ系列全国ネット：2021年10月21日、日テレ系列アナウンサー私服センス対決に出演し優勝、コーナー終了後優勝特典として番組終了までスタジオで進行を行う）